# مرکز تجاری الیت پلازا
مرکز تجاری الیت پلازا (انگلیسی: Elite Plaza Business Center) یک مرکز تجاری در مرکز اقتصادی ارمنستان، ایروان می‌باشد که در فوریه ۲۰۱۳ افتتاح شد. این مرکز با ۱۸ طبقه و ۲۴٬۰۰۰ مترمربع بزرگترین مرکز تجاری در ارمنستان می‌باشد.
ساخت این بنا توسط الیت گروپ در ژانویه ۲۰۱۳ تکمیل و در ۱۶ فوریه ۲۰۱۳ افتتاح گردید.